# Jobokuto
Jobokuto is een bestuurslaag in het regentschap Jepara van de provincie Midden-Java, Indonesië. Jobokuto telt 5268 inwoners (volkstelling 2010).